# تعليق (برمجة)

صورة توضح شيفرة مصدرية بلغة جافا بها تعليق المقدمة باللون الأحمر والتعليق داخل السطر باللون الأخضر. شيفرة البرنامج باللون الأزرق.

في برمجة الحاسوب، التعليق (بالإنجليزية: Comment)‏ هو بناء برمجي يستخدم لتضمين معلومات في الشيفرة المصدرية لبرنامج الحاسوب. في معظم الحالات، حين يتم التعامل مع الشيفرة المصدرية من قبل المفسر أو المترجم فإن التعليقات يتم تجاهلها. التعليقات ذات مجال واسع من الاستخدامات، ابتداءً من تزويد شيفرة البرنامج بوصف بسيط إلى توليد مستندات خارجية.